# 唐修亭
唐修亭（1950年1月—），山东烟台人，1968年10月参加工作，吉林大学经济计划专业本科毕业，学士学位。第十一届全国人民代表大会黑龙江地区代表。
曾任黑龙江省锦河农场会计，黑龙江省计划委员会综合处科员，黑龙江省计委、省计经委综合处副主任科员，黑龙江省计经委综合处副处长，黑龙江省计委长期规划处处长、固定资产投资处处长，1995年7月任黑龙江省计委副主任、党组成员。 2000年 6月任黑龙江省发展计划委员会副主任、党组成员。2001年6月任黑龙江省统计局局长、党组书记。2003年3月任黑龙江省发展改革委员会主任、党组书记。2008年起担任全国人大代表。2010年4月到龄退休。